# Americana (chanson)
Pour les articles homonymes, voir Americana.
Singles de Dalida
Il pleut sur Bruxelles
(1980) Quand je n'aime plus je m'en vais
(1981)

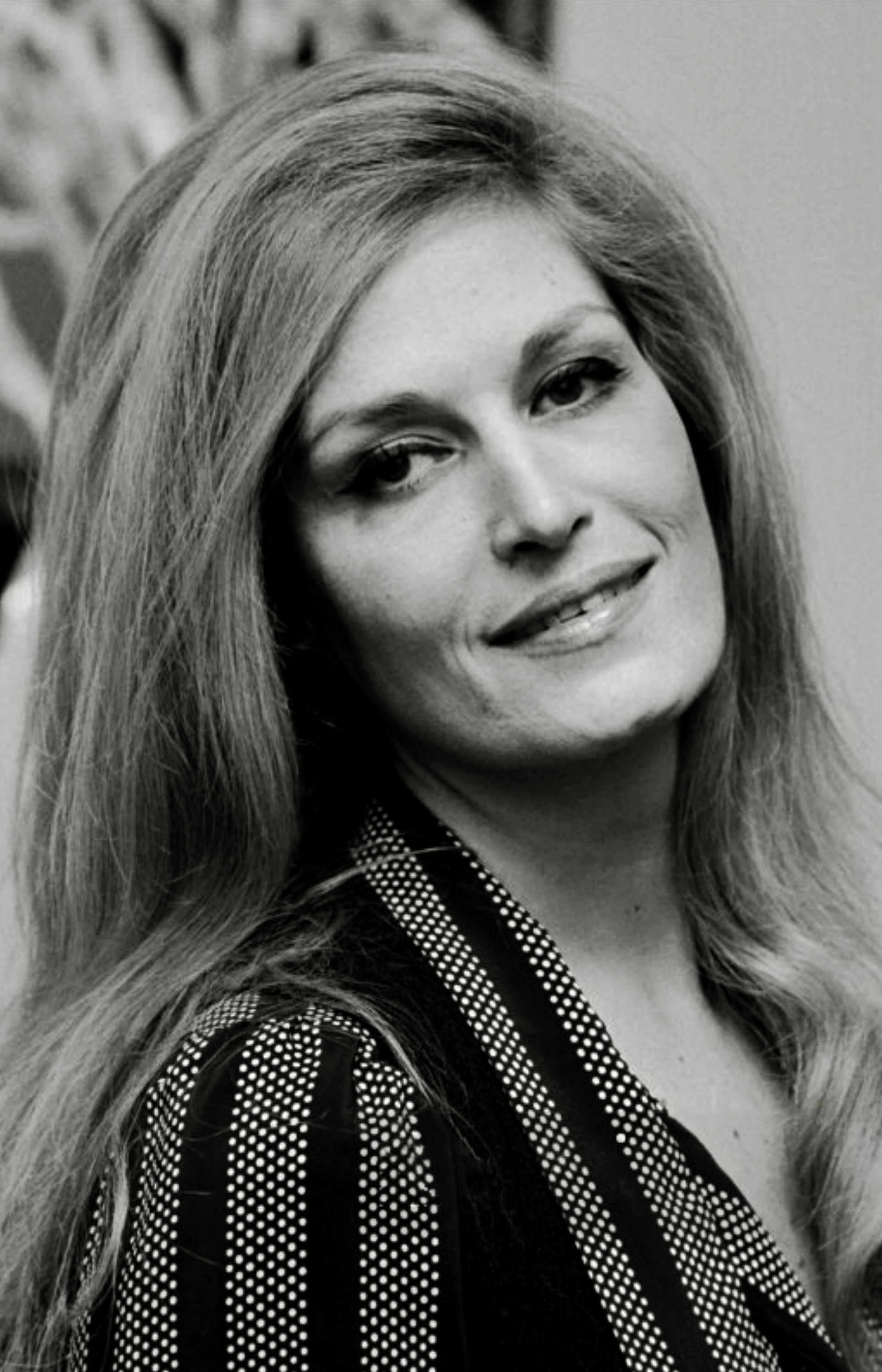
Dalida en 1974.

Americana est une chanson de Dalida sortie en 1981. Le genre musical de la chanson est entièrement le disco.